# PMA-3

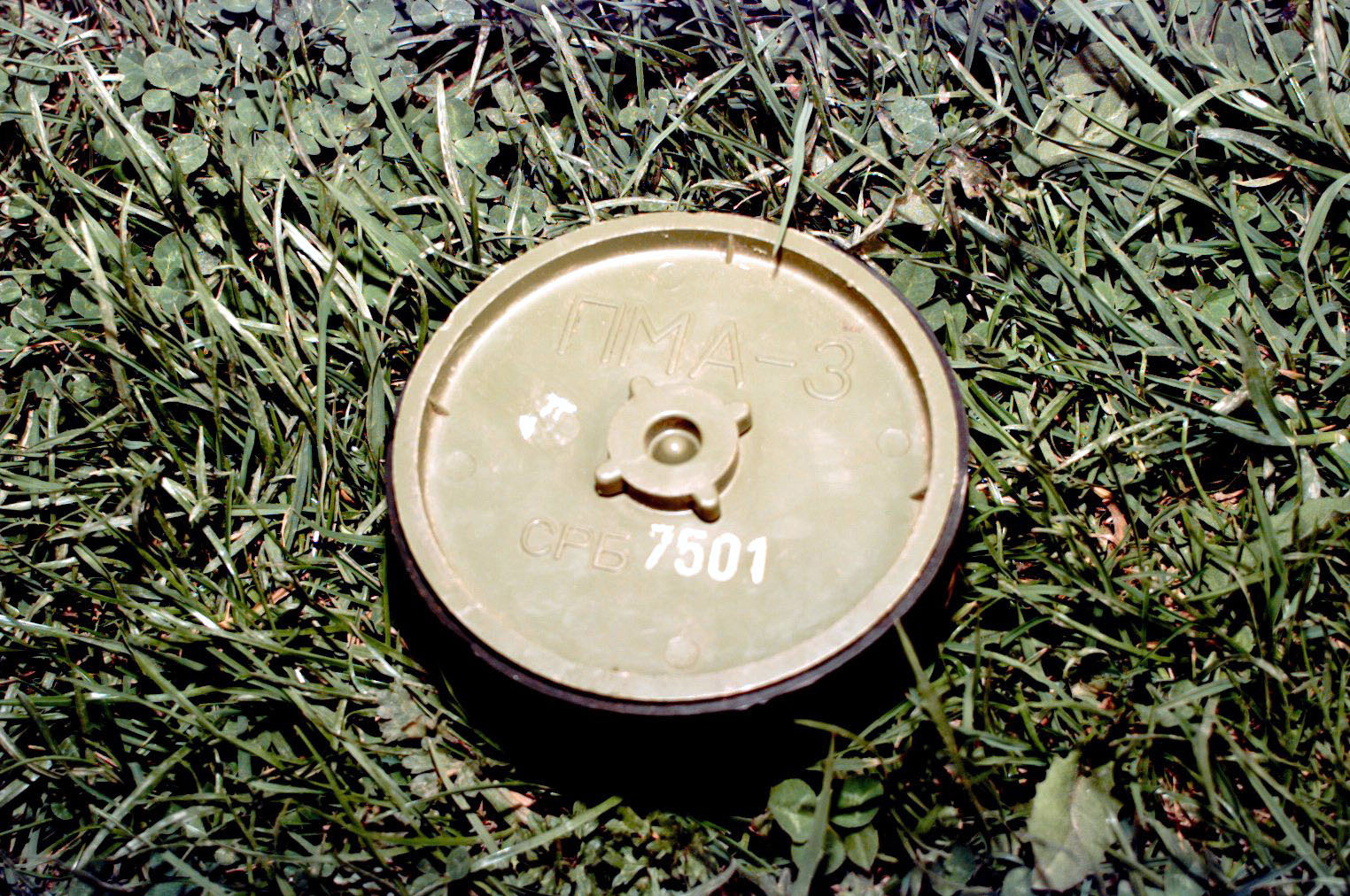
PMA-3地雷の下側の外観。ゴム製カバーの縁、また、起爆装置用の中央プラグ部分に注目。

PMA-3地雷とはユーゴスラヴィア製の対人地雷である。これは非金属性地雷で、爆圧で誘爆しにくく作られている。本地雷は円形であり、プラスチック製の上部と下部半分をゴム製のカバーで連結して構成されている。安全装置として用いられるカラーは通常、地雷の外周を覆っており、輸送時に地雷の上部半分が回転するのを防止している。敷設される際には安全装置が取り外される。地雷の上部天面に十分な圧力が加わり続けると、地雷は回転を起こす。この回転により、撃針が敏感な化合物でできた火工品の内部を摩擦しつつ通り抜ける。これは起爆装置を発火させ、さらに主炸薬を起爆させる。
まっすぐ下方に吹き付ける圧力では、分かたれている本体に必要な地雷の撃発を行えず、この機構は地雷に対爆圧能力を与えている。爆風が地雷の天面に過荷重を押しつけても作動しない。
この地雷は比較的少量の爆薬を内蔵するため、殺害よりは受傷を目標としている。その対爆圧能力と地雷本体の金属の不使用により、極度に地雷除去は困難である。
PMA-3地雷はアルバニア、ボスニア、カンボジア、チャド、チリ、クロアチア、セルビア、レバノン、ナミビア、ペルーの地雷原で発見されている。

## 諸元
- 全高：40mm
- 直径：111mm
- 全重：0.18kg
- 炸薬量：テトリル35g、もしくはTNT